# Dum spiro spero
Dum spiro spero :

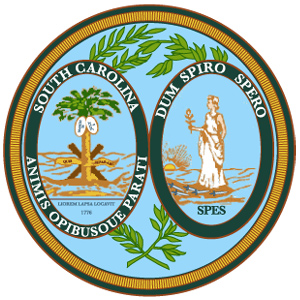

(بالأنجليزية: "While I breathe, I hope") وتعني "بينما أنا أتنفس، أنا آمل" وهي عبارة لاتينية، وهي إعادة صياغة لأفكار اثنين من الكتاب هما (ثيوقريطس ، شيشرون).
يتم استخدام العبارة كشعار للعديد من المنظمات والعائلات والأماكن.

## الولايات والمدن
- هي أحد شعارين ولاية كارولينا الجنوبية تم اعتماده في 26 مارس، 1776 من المجلس التشريعي للولاية، كما يظهر علي الختم العظيم لولاية كارولينا الجنوبية.
- هي شعار مقاطعة هوت ريفر.

## العائلات
- أسرة بيكر (ديربيشاير، انكلترا).[4]